# Michael O'Leary

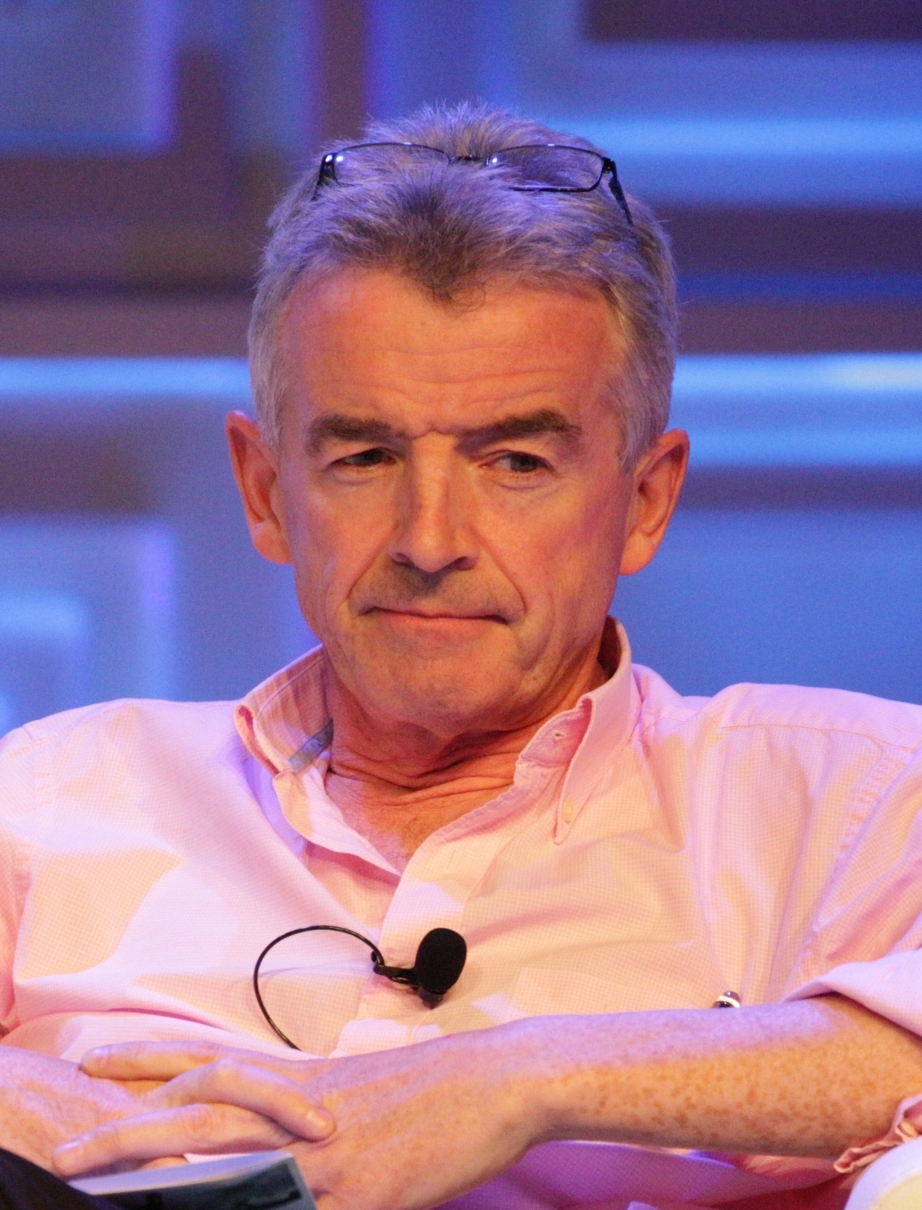
O’Leary in 2015

Michael Kevin O'Leary (Mullingar, 20 maart 1961) is een Ierse zakenman. Hij is de topman (CEO) van de Ryanair Group en een van de rijkste Ieren.

## Ryanair
O'Leary is vanaf 1991 betrokken bij Ryanair. Een bezoek aan de maatschappij Southwest Airlines overtuigde O'Leary dat dat businessmodel zou werken en vanaf dat moment werd Ryanair omgevormd van normale maatschappij tot een zogenaamde no frills maatschappij met lage prijzen voor de kale vlucht. Klanten betalen extra voor alles wat ze naast de kale vlucht kiezen zoals ruimbagage, niet-online inchecken, eten en drinken tijdens de vlucht etc.
Als CEO van Ryanair gooit O'Leary regelmatig de knuppel in het hoenderhok door met ideeën of voorstellen te komen die door velen direct als onzin worden verworpen maar vaak wel een discussie op gang brengen. Voorbeelden zijn betaald gebruik van het toilet aan boord van vluchten, afschaffen van de co-piloot op kortere vluchten en staanplaatsen op vluchten. In april 2017 noemde hij de zorg over klimaatverandering "complete onzin".

### Luis in de pels
Behalve zijn opmerkingen in zijn verantwoordelijkheid als Ryanair CEO is hij ook op andere fronten -zowel direct als CEO van Ryanair of indirect- gevreesd of berucht bij de zogenaamde 'gevestigde orde'. Zowel privé als in functie van CEO van Ryanair uit hij regelmatige kritiek op Ierse instanties en bedrijven. Zo heeft hij regelmatig problemen met de Dublin Airport Authority (DAA) die Dublin Airport exploiteert. Hij had kritiek op de nieuwe Terminal 2 van deze luchthaven: in advertenties vergeleek hij deze terminal met de Taj-Mahal. Ook klaagde O'Leary dat de DAA hem vaak dwars zat, waardoor Ryanair veel onderhoud aan vluchten buiten Ierland ging onderbrengen. Ryanair kon bijvoorbeeld een hangar voor onderhoud aan een belangrijk deel van de vloot niet gebruiken door regenwerking van de DAA.
Ryanair is een grootaandeelhouder van de nationale luchtvaartmaatschappij Aer Lingus, een belangrijke concurrent van Ryanair op de oorspronkelijke thuismarkt Ierland en vaak betrokken bij disputen over tegenwerking van Ryanair.
In 2019 volgde Eddie Wilson O'Leary op als CEO van Ryanair. Michael O'Leary ging zelf verder als de CEO van de gehele Ryanair Group (Air Malta, Ryanair, Buzz, Lauda).